# Attilio Bettega
Attilio Bettega (19 de febrero de 1953, Molveno, Trentino - 2 de mayo de 1985) fue un piloto de rally italiano, que compitió en el Campeonato del Mundo de Rally entre 1978 y 1985. Compitió principalmente con vehículos Lancia destacando el Lancia 037 Rally con el que logró sus mejores resultados.
Su mejor resultado de campeonato fue el quinto puesto de la temporada 1984. Nunca ganó una prueba de rally del mundial, pero logró subirse al pódium seis veces, destacando el segundo puesto en el Rally de San Remo de 1984.
Durante el Rally de Córcega de 1985, en el tercer tramo, se salió mientras pilotaba el 037 chocando contra un árbol y pereciendo en el instante, su copiloto Maurizio Perissinot resultó ileso. Un año después en el mismo rally el finlandés Henri Toivonen y su copiloto perdieron también la vida mientras competían. Este último hecho provocó la prohibición de los Grupo B por parte de la FIA.
Desde 1985 se celebra en Italia durante el Motorshow de Bolonia, una carrera en formato rallysprint, en recuerdo de Bettega llamado Memorial Attilio Bettega, donde se dan cita destacados pilotos.

## Palmarés

### Victorias
- Rallye d'Aoste 1978 - Lancia Stratos
- Rally Costa Smeralda 1979 - Fiat 131 Abarth
- Rallye Quattro Regioni 1979 - Fiat 131 Abarth
- Rallye d'Aoste 1980 - Fiat 131 Abarth
- Rallye Del Coccio 1981 - Fiat 131 Abarth
- Monza Rally Show 1984 - Lancia Rally 037